# Martin Kližan
Martin Kližan (ur. 11 lipca 1989 w Bratysławie) – słowacki tenisista, reprezentant w Pucharze Davisa, olimpijczyk z Londynu (2012).

## Kariera tenisowa
W 2005 roku wygrał mistrzostwa Europy w tenisie ziemnym do lat 16 zarówno w grze pojedynczej, jak i podwójnej. Również w tym samym sezonie odniósł sukces wielkoszlemowy triumfując podczas Rolanda Garrosa w grze pojedynczej chłopców.
Już jako zawodowiec Kližan zaczął występować w 2007 roku.
Początkowo grywał w zawodach z serii ITF Futures i ATP Challenger Tour. W zawodach cyklu ATP World Tour Słowak zwyciężał w sześciu finałach i przegrał w jednym.
W grze podwójnej Kližan cztery razy triumfował w imprezach ATP World Tour.
W 2007 roku Kližan zadebiutował w Pucharze Davisa reprezentując Słowację w meczu z Koreą Południową. Przegrał pierwszy mecz z Lee Hyungiem-taikiem 3:6, 0:6, 1:6.
W 2012 roku zagrał na igrzyskach olimpijskich w Londynie. Zarówno z gry pojedynczej i podwójnej odpadł w pierwszej rundzie. W deblu tworzył parę z Lukášem Lacko.
Najwyżej w rankingu ATP singlistów zajmował 24. miejsce (27 kwietnia 2015), a rankingu deblistów 73. pozycję (4 maja 2015).

### Finały w turniejach ATP World Tour
| Legenda                                      |
| -------------------------------------------- |
| Wielki Szlem                                 |
| Igrzyska olimpijskie                         |
| Tennis Masters Cup / ATP Finals              |
| ATP Masters Series / ATP Tour Masters 1000   |
| ATP International Series Gold / ATP Tour 500 |
| ATP International Series / ATP Tour 250      |

#### Gra pojedyncza (6–1)
| Końcowy wynik | Nr | Data             | Turniej    | Nawierzchnia  | Przeciwnik           | Wynik finału     |
| ------------- | -- | ---------------- | ---------- | ------------- | -------------------- | ---------------- |
| Zwycięzca     | 1. | 23 września 2012 | Petersburg | Twarda (hala) | Fabio Fognini        | 6:2, 6:3         |
| Zwycięzca     | 2. | 4 maja 2014      | Monachium  | Ceglana       | Fabio Fognini        | 2:6, 6:1, 6:2    |
| Zwycięzca     | 3. | 12 kwietnia 2015 | Casablanca | Ceglana       | Daniel Gimeno-Traver | 6:2, 6:2         |
| Zwycięzca     | 4. | 14 lutego 2016   | Rotterdam  | Twarda (hala) | Gaël Monfils         | 6:7(1), 6:3, 6:1 |
| Zwycięzca     | 5. | 17 lipca 2016    | Hamburg    | Ceglana       | Pablo Cuevas         | 6:1, 6:4         |
| Zwycięzca     | 6. | 4 sierpnia 2018  | Kitzbühel  | Ceglana       | Denis Istomin        | 6:2, 6:2         |
| Finalista     | 1. | 23 września 2018 | Petersburg | Twarda (hala) | Dominic Thiem        | 3:6, 1:6         |

#### Gra podwójna (4–0)
| Końcowy wynik | Nr | Data           | Turniej        | Nawierzchnia | Partner        | Przeciwnicy                        | Wynik finału   |
| ------------- | -- | -------------- | -------------- | ------------ | -------------- | ---------------------------------- | -------------- |
| Zwycięzca     | 1. | 28 lipca 2013  | Umag           | Ceglana      | David Marrero  | Nicholas Monroe Simon Stadler      | 6:1, 5:7, 10–7 |
| Zwycięzca     | 2. | 24 maja 2014   | Nicea          | Ceglana      | Philipp Oswald | Rohan Bopanna Aisam-ul-Haq Qureshi | 6:2, 6:0       |
| Zwycięzca     | 3. | 22 lutego 2015 | Rio de Janeiro | Ceglana      | Philipp Oswald | Pablo Andújar Oliver Marach        | 7:6(3), 6:4    |
| Zwycięzca     | 4. | 24 lipca 2016  | Umag           | Ceglana      | David Marrero  | Nikola Mektić Antonio Šančić       | 6:4, 6:2       |